# Храбрый портняжка

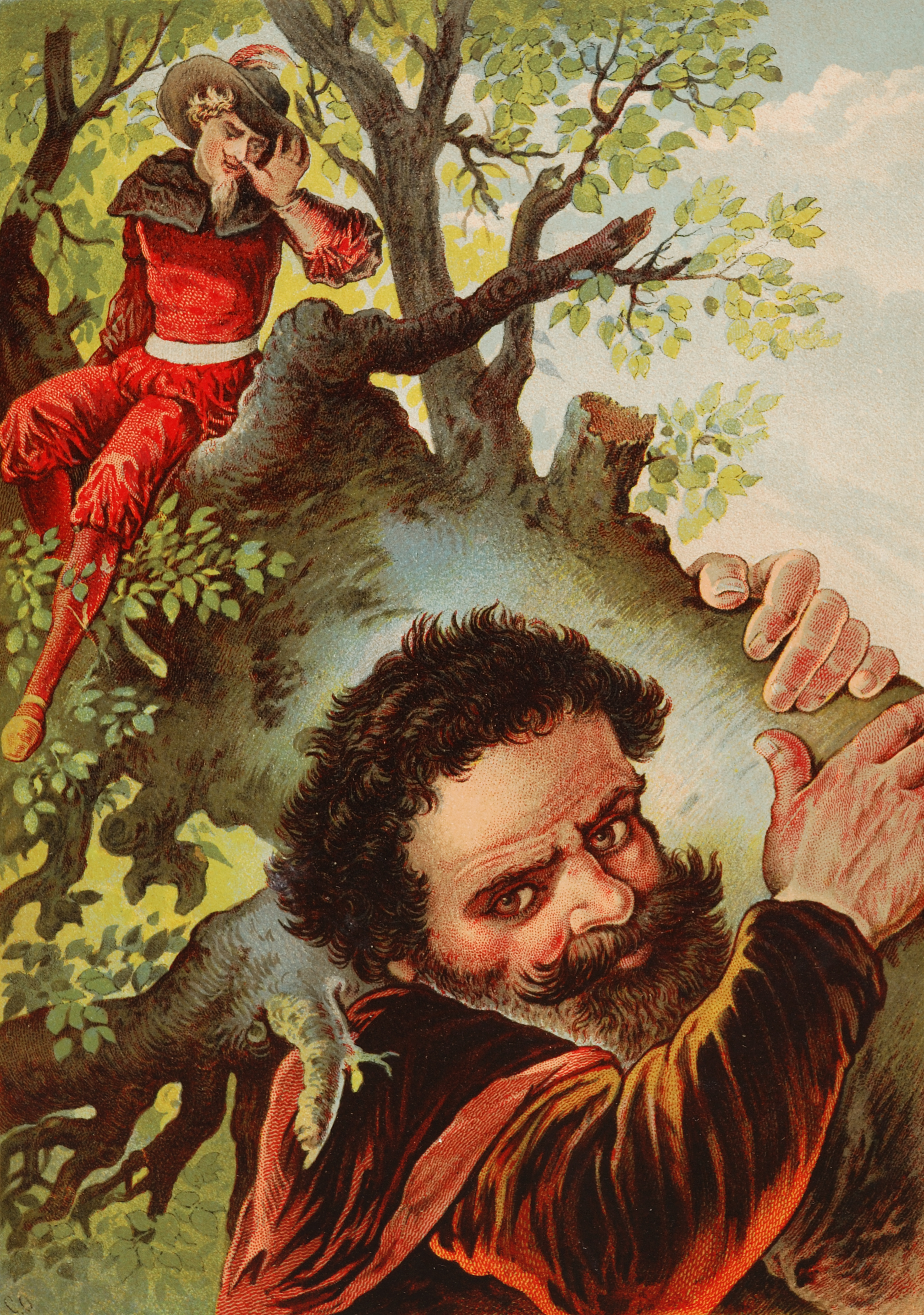
Великан и портняжка несут дуб (Карл Оффтердингер)

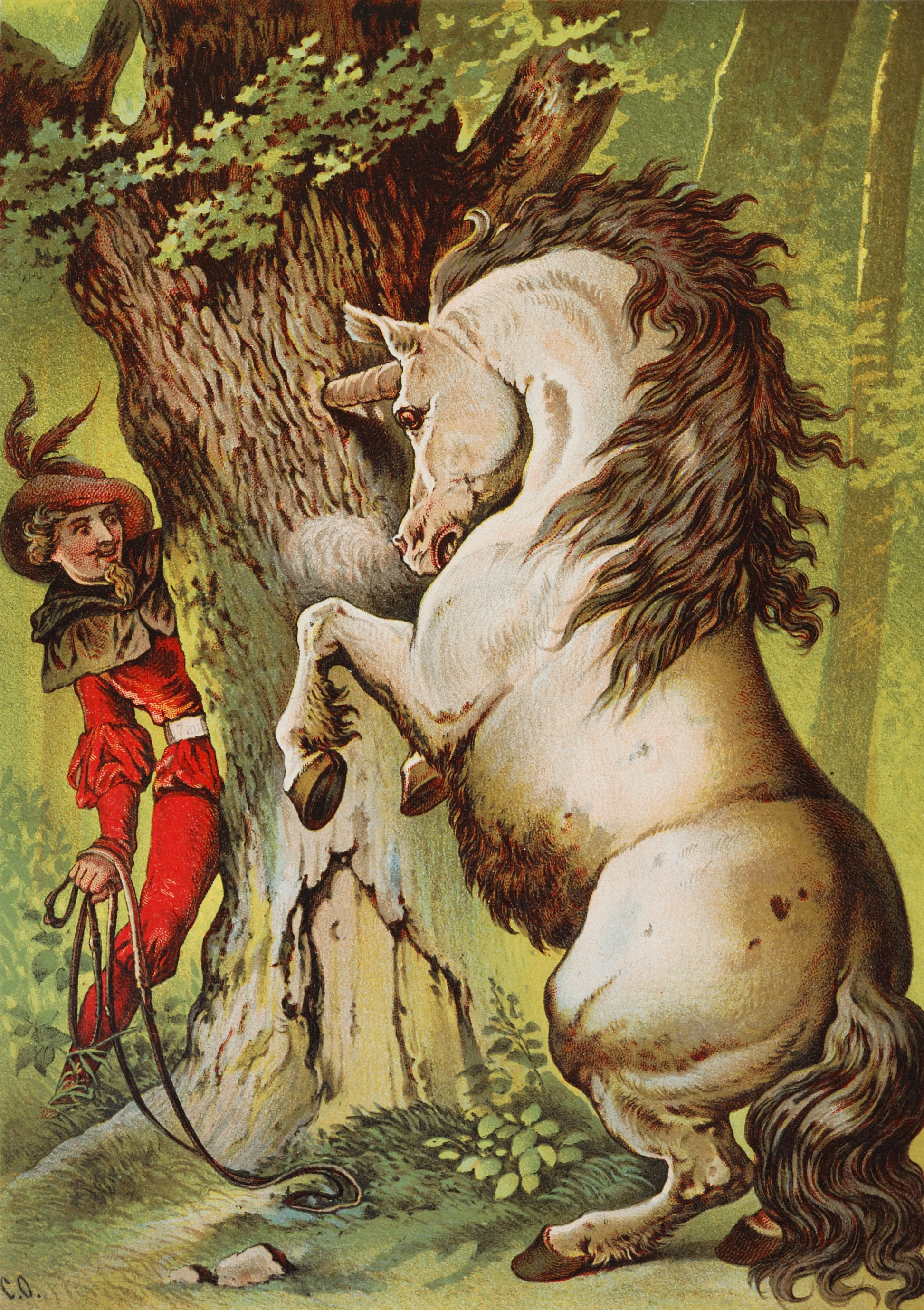
Портняжка ловит единорога (Карл Оффтердингер)

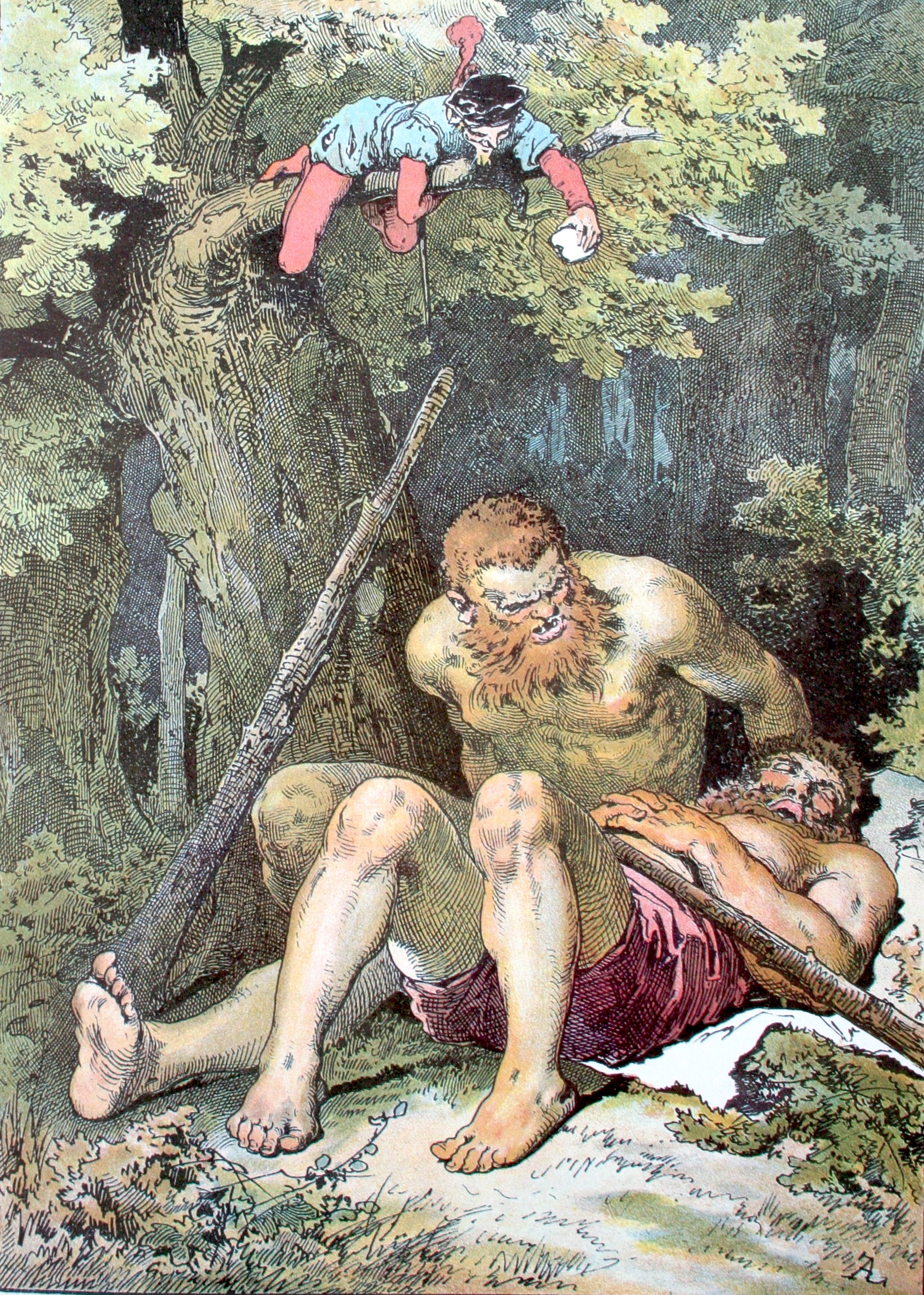
Портняжка бросает камни в великанов; рисунок Александра Зик (1845—1907)

«Храбрый портняжка» (нем. Das tapfere Schneiderlein) — сказка братьев Гримм, включённая ещё в первое издание 1812 года. Повествует о портняжке, убившем за раз семь мух и возомнившем себя героем. В итоге, благодаря сообразительности, он выходит победителем из любых опасностей и женится на королевне, получая полцарства в придачу.
По системе классификации сказочных сюжетов Aарне-Томпсона, это номер 1640, включающий в себя несколько других эпизодов, под номерами 1051, 1052, 1060, 1062, 1115.

## Сюжет
После работы бедный портной готовится пообедать ломтём хлеба со сливовым вареньем, но к его пище слетаются мухи; размахнувшись, он прихлопывает семь из них одним ударом. Считая это подвигом, портняжка выкраивает себе пояс, на котором вышивает слова: «Единым махом семерых побивахом». Вдохновлённый, он уходит в широкий мир искать своего счастья. На одной горе встречает великана, предлагая тому товарищество. Великан желает сначала испытать нового знакомого. Когда великан выжимает воду от валуна, портной выпускает сок, сжимая в кулаке сыр. Великан бросает камень высоко в воздух за пределы видимости, но тот, в конечном счёте, приземляется. Портной же выпускает в небо птицу, которая улетает и не возвращается. Напоследок великан предлагает снести вместе мощный дуб. Портной отдаёт великану ствол, в то время как сам выбирает нести сучья и ветви. Портной, напевая песенку, едет верхом на ветвях, а великан тащит на себе всю тяжесть.
Затем великан приводит портного в пещеру, где обитают другие его сородичи. Ночью великаны решают убить человека и обрушивают на его спальное место железный лом. Однако, до того, портной, найдя кровать слишком большой, спокойно спит в углу. Утром великаны видят его живым и невредимым, и разбегаются прочь.
Портной поступает на королевскую службу, но другие ратники боятся, что в случае ссоры с ним, семеро могут пасть всего от одного удара. Ратники ставят короля перед выбором: или герой, или они сами должны оставить военную службу. Не желая терять верных слуг и страшась при всём том отослать «силача», король посылает нового ратника на битву с двумя великанами, суля за победу половину королевства и руку своей дочери. Кидая камнями в спящих гигантов, портной втягивает их в борьбу друг с другом. Затем король ещё дважды посылает портняжку в лес, чтобы изловить единорога и свирепого кабана, которых ловкач заманивает в ловушки.
Не видя более причин откладывать брак, король женит героя на своей дочери. Спустя некоторое время, из разговоров мужа во сне, жена понимает, что тот обыкновенный портной и упрашивает отца-короля прислать ночью слуг, чтобы связать героя. Однако, старый оруженосец предупреждает портного о заговоре. Портняжка притворяется спящим и вдруг начинает громко кричать о подвигах, упоминая, что запросто справится и с людьми, которые спрятались за дверью. Испуганные этими словами, заговорщики разбегаются, а портной остаётся королём до самой смерти.
Мораль сказки состоит в том, что даже слабый, если он только уверен в себе и изобретателен, может многого достичь в жизни.

## Переводы на русский
- А. Введенский (Храбрый портной)
- Г. Петников (Храбрый портняжка)
- А. Введенский, С. Маршак (Храбрый портной)
- Б. Заходер (Удалой портняжка)
- С. Прокофьева (Храбрый портной)
- П. Петников (Храбрый портняжка)
- Э. Иванова (Храбрый портняжка)
- Л. Кон (Храбрый портняжка)
- Л. Вест (Храбрый портняжка)
- А. Васильева (Храбрый портняжка)
- М. Мельниченко (Храбрый портняжка)
- П. Полевой (Храбрый портняжка)
- А. Фёдоров-Давыдов (Храбрый портняжка)
- Е. Песковская, П. Полевой, А. Фёдоров-Давыдов (Храбрый портняжка)[3]

Русскому читателю наиболее известен классический перевод сказки с немецкого под редакцией Полевого.

## Экранизации
- 1938 — «Maленький храбрый портняжка». Мультфильм студии Уолта Диснея (производство: США). В роли портняжки — Микки-Маус.
- 1941 — «Das tapfere Schneiderlein» [Храбрый портняжка] — Германия (реж. Губерт Шонгер), фильм-сказка.
- 1954 — «The Gallant Little Tailor» [Храбрый портняжка] — Великобритания (реж. Лотте Райнигер), мультфильм.
- 1956 — «Das tapfere Schneiderlein« [Храбрый портняжка] — ГДР (реж. Гельмут Шписс), фильм-сказка.
- 1964 — «Храбрый портняжка» — СССР (реж. Валентина и Зинаида Брумберг, «Союзмультфильм»), мультфильм.
- 1964 — «Das tapfere Schneiderlein» [Храбрый портняжка] — ГДР (реж. Курт Вайлер), мультфильм
- 1988 — «Сказки братьев Гримм» — Япония (режиссёры Сайто Хироси, Ёкота Кадзуёси, Судзуки Такаёси), аниме-сериал (сезон 2, эпизод 19 «Храбрый портняжка»).
- 1989 — «Sedem jednou ranou» («Das tapfere Schneiderlein») [Храбрый портняжка] — производство: Чехословакия, ФРГ, Италия, Франция (реж. Душан Транчик), фильм-сказка.
- 2008 — «Das tapfere Schneiderlein» [Храбрый портняжка] — Германия (реж. Кристиан Тееде), музыкальный фильм-сказка.
- 2014 — «Тайна принцесс» — производство: Россия (реж. Олег Штром).